# Famille Dubois de La Patellière
Pour les articles homonymes, voir Dubois.
Ne doit pas être confondu avec Famille Durant de La Pastellière.
La famille Dubois de La Patellière est une famille subsistante de la noblesse française qui trouve ses origines au XVIIe siècle, à Nantes. Elle est anoblie sous la seconde Restauration en 1817. Elle compte parmi ses membres des médecins, des magistrats, des officiers mais aussi des personnalités du monde des arts et du spectacle.

## Histoire
La famille Dubois est issue du négoce nantais, au XVIIe siècle.
Le premier aïeul connu semble être Jacques Dubois (vers 1677-1732), marchand-gantier à Nantes[réf. à confirmer].
Félix Dubois, procureur au Conseil souverain de l'île de Guadeloupe, hérite, vers 1786, du domaine de la Patel(l)ière (maison de maître, métairie, jardins, prés, etc.), de Marie Coussays (Coussais), tante de sa femme, Marie Bonne Angélique Coussays. Cette propriété est située sur la commune de Paulx, actuelle Loire-Atlantique. Il a plusieurs enfants, dont deux fils qui font partie de l'Armée catholique et royale de Vendée :
- L'aîné, Louis-Félix Dubois de La Patellière (1772-1834), participe à l'insurrection royaliste et il est fait chef de division dans l'armée catholique et royale. Il est décoré de l'ordre de Saint-Louis, titulaire de la décoration du Lys et anobli par le roi Louis XVIII le 6 décembre 1817, sous la seconde Restauration[1]. Il est l'auteur de la famille Dubois de La Patellière.
- Le cadet, Jérôme, hérite de  la propriété de la Patellière. Il prend comme régisseur de son domaine son compagnon d'armes des années de la lutte vendéenne, Joseph Écomard qui sera maire de Paulx.[réf. nécessaire]

## Personnalités
- Louis-Félix du Bois de La Patellière (1772-1834), chef de division dans l'Armée catholique et royale de Vendée, anobli et fait chevalier de Saint-Louis en récompense de son dévouement.[réf. nécessaire]
- Amédée Dubois de La Patellière (1890-1932), peintre français.
- Denys Dubois de La Patellière (1921-2013), cinéaste français.
- Fabrice Dubois de La Patellière (né en 1968), fils de Denys, producteur français de cinéma.
- Alexandre Dubois de La Patellière (né en 1971), fils de Denys, auteur et producteur français.

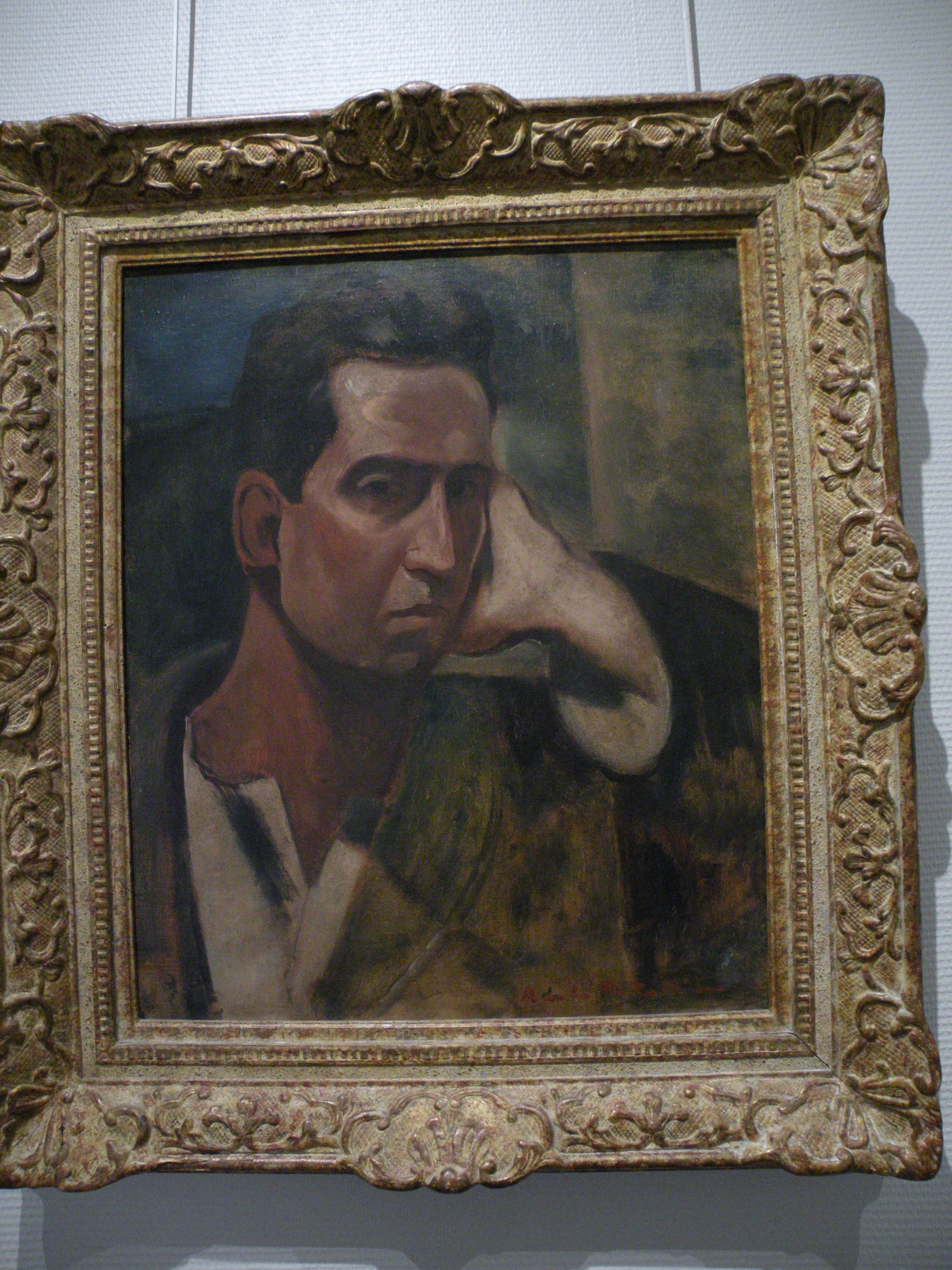
Amédée de La Patellière
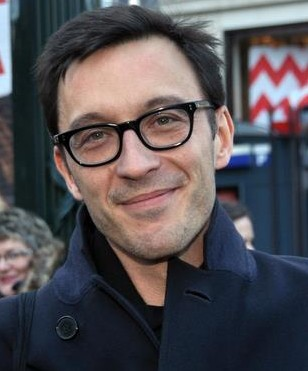
Alexandre de La Patellière

## Armoiries
Les armes de la famille Dubois de La Patellière sont : D'azur à deux épées d'or en sautoir accompagnées en chef d'une croisette d'argent et en pointe d'une tige de lys d'argent ; au chef du même chargé d'une chouette de sable.
Alias: D'azur à deux épées d'or en sautoir accompagnées en chef d'une croisette d'argent et en pointe d'une tige de lys d'argent ; au chef du même chargé d'une charette de sable.

## Alliances
Les principales alliances de la famille Dubois de La Patellière sont : Coussays (1768), Giraud (1797), Morin de La Masse, de Buor de Villeneuve (1835), Pellu du Champ-Renou (1866), Le Grand de La Liraye (1868), Gilbert de Gourville (1902), de La Taste (1934), Seguin de Broin (1935), Harpedanne de Belleville (1936), de Faultrier (1946), Legrand de La Lyrais, Durant des Aulnois (2015).